# Nozeba
Nozeba is een geslacht van weekdieren uit de klasse van de Gastropoda (slakken).

## Soorten
- Nozeba candida Finlay, 1924 †
- Nozeba couttsi Laws, 1950 †
- Nozeba emarginata (Hutton, 1885)
- Nozeba lignicola Hasegawa, 1997
- Nozeba mica Finlay, 1930
- Nozeba perpava Laws, 1939 †
- Nozeba plana Laws, 1940 †
- Nozeba striata Ponder, 1984
- Nozeba topaziaca (Hedley, 1908)
- Nozeba ziczac (Fukuda & Ekawa, 1997)